# بني مر (حبيش)

تعديل مصدري - تعديل

بني مر هي إحدى قرى عزلة الناحية بمديرية حبيش التابعة لمحافظة إب، بلغ تعداد سكانها 108 نسمة حسب تعداد اليمن لعام 2004.